# طوبين زبابي (جنس)
الطوبين الزبابي (الاسم العلمي: Uropsilinae)، هو جنس من الثدييات تملك جنساً واحداً تتبع فصيلة الطوبينيات. تستوطن مناطق جبال الألب من الصين وفيتنام وميانمار. تحتوي على أربعة أنواع.

## الأنواع
- طوبين زبابي لأندرسون، U. andersoni
- طوبين زبابي جراسيلي، U. gracilis
- طوبين زبابي فضولي، U. investigator
- طوبين زبابي صيني، U. soricipes